# Moeromisch

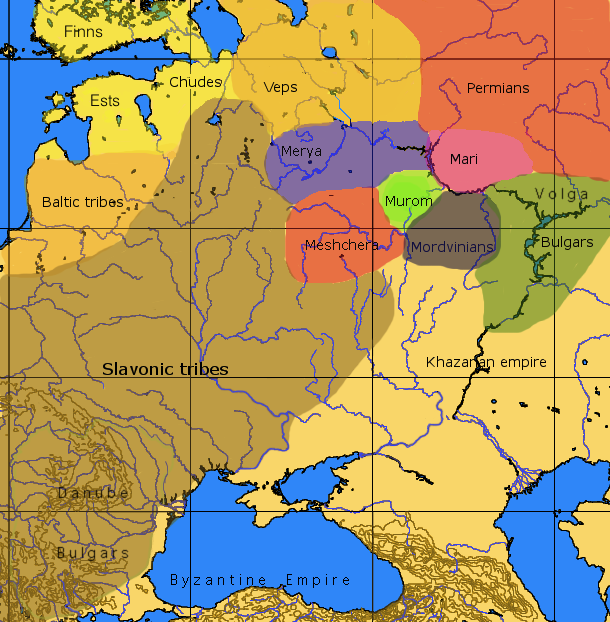
benadering van het leefgebied van de niet-Varjaagse culturen in Europees Rusland in de 9e eeuw
het gebied van de Moeroma

Moeromisch is een uitgestorven Finoegrische taal, die werd gesproken door de stam der Moeroma in wat tegenwoordig bekendstaat als de regio Moerom in Rusland. Van de taal is slechts zeer weinig bekend, behalve dat zij waarschijnlijk verwant was aan het Mordwiens. Aangenomen wordt dat de taal is uitgestorven in de middeleeuwen, toen de Moeroma werden geassimileerd door de Slaven.